# Sciurus oculatus
Sciurus oculatus är en däggdjursart som beskrevs av Peters 1863. Sciurus oculatus ingår i släktet trädekorrar, och familjen ekorrar. IUCN kategoriserar arten globalt som livskraftig. Inga underarter finns listade i Catalogue of Life. Wilson & Reeder (2005) skiljer mellan tre underarter.
Denna ekorre når en absolut längd av 53 till 56 cm, inklusive en cirka 25 cm lång svans. Vikten ligger vid 640 g. Arten har grå päls på ovansidan och vit päls vid buken. Öronen är vita och på ryggens mitt finns ofta en svart strimma. Svansen har svart färg.
Sciurus oculatus förekommer i centrala Mexiko. Den lever i bergstrakter och på högplatå mellan 1500 och 3600 meter över havet. Habitatet utgörs av barr- och lövskogar. Arten besöker även torra klippiga delar av bergstrakter med lite växtlighet.
Sciurus oculatus äter nötter, mandel, frukter och andra växtdelar. Individerna är aktiva på dagen, främst på morgonen och på eftermiddagen. Allmänt antas att levnadssättet är lika som hos andra trädekorrar som lever i södra Nordamerika, till exempel grå ekorre (Sciurus carolinensis).